# Легенда в'язниці Павіак
«Легенда в'язниці Павіак» — радянський фільм 1970 знятий на кіностудії «Таджикфільм» режисером Сухбатом Хамідовим.

## Сюжет
Про мужність і стійкість двох льотчиків-таджиків, які потрапили в полон до фашистів на початку війни й опинилися у варшавській політичній в'язниці Павіак.
У ретроспекції розповідаються передісторії героїв — вони дуже різні, ці два молоді офіцери капітан Давлат Халімов та старший лейтенант Мансур Абдураїмов. Давлат прийшов в армію з далекого памірського кишлаку, простий селянський хлопець, у нього міцні руки, звичні до будь-якої роботи, міцний, давно усталений погляд на речі. Мансур народився в Парижі, у родині заможних дореволюційних емігрантів. Університет, гарячі суперечки в кав'ярні про долі світу і мистецтва, кохана дівчина. Але почалася війна і Мансур зробив вибір — його місце на Батьківщині, в Радянському Таджикистані.
Дороги двох людей, далеко рознесені в початкових точках життєвого шляху, перетинаються вперше на призовному пункті в таджицькому райцентрі, щоб далі піти поруч — новобранці, курсанти, пілот і штурман одного екіпажу. Різні зумовленими минулим характерами вони непросто зійшлися, часто сперечаючись і не розуміючи одне одного: Мансура коробить прямолінійність Давлата, а того дратує в колишньому парижанині зайва м'якість інтелігента. І ось тепер вони разом — в'язні в'язниці Павіак.

Головний конфлікт фільму — протиборство, духовний поєдинок двох змучених в'язнів і лощеного есесівця, що бажає зломити їхню завзятість і домогтися слухняності, пропонує їм купити життя ціною зради, купившись на приналежність до вищої раси — адже вони таджики, представники народу, якого расова теорія нацизму зараховує до обраного кола арійців.
Коли Мансура Абдураїмова і Давлата Халімова на допиті в німецького полковника запитують про їхню національність, першим відповідає Мансур: «'Для вас росіяни!» Давлат, схваливши відповідь друга, доповнює: «Ми таджики». Єднання двох друзів перед лицем близької смерті набуває особливого сенсу і вищої цінності: мужність, помножена на мужність, кинута в останній бій, який неможливо виграти, але не можна програти.— Мистецтво кіно, 1972

## В ролях
- Раджабалі Хусейнов — Давлат
- Ісфандієр Гулямов — Мансур
- Дільбар Умарова — Гульніссо
- Елена Соловей — Сімон
- Пеетер Кард — оберштурмбаннфюрер Мертенс
- Юозас Урманавічюс — унтерштурмфюрер Бюркль
- Антанас Габренас — «Лоран»
- Олексій Золотницький — в'язень, молодий поляк

## Критика
Розповісти про подвиг двох льотчиків — таджиків, які потрапили в полон до фашистів і проявили нескінченну мужність перед лицем смерті, розповісти про це, не допускаючи художнього повтору, — таке важке завдання стояло перед режисером С. Хамидовим і сценаристами Р. Кушніровичем і Б. Носиком. Вони шукали й знайшли форму, в якій документальність поєдналася з художньою вигадкою, реальні події — з можливими, допустимими. Наслідуючи кращі традиції сучасного драматургічного мислення, автори фільму змістили дію в часі, вдалися до вільної конструкції переходів від сьогодення до минулого і назад. Фільм «Легенда в'язниці Павіак» був своєрідним рубежем в екранній розробці теми Великої Вітчизняної війни в таджицькому кіно. Перше звернення до цієї теми — фільм «Син Таджикистану» (1943).— журнал «Памір», 1979 рік